# Odprto prvenstvo ZDA 1977
Odprto prvenstvo ZDA 1977 je teniški turnir za Grand Slam, ki je med 29. avgustom in 11. septembrom 1977 potekal v New Yorku.

## Moški posamično
Guillermo Vilas :  Jimmy Connors, 2–6, 6–3, 7–6(7-4), 6–0

## Ženske posamično
Chris Evert :  Wendy Turnbull, 7–6, 6–2

## Moške dvojice
Bob Hewitt /  Frew McMillan :  Brian Gottfried /  Raúl Ramírez, 6–4, 6–0

## Ženske  dvojice
Martina Navratilova /  Betty Stöve :  Renee Richards /  Betty-Ann Stuart, 6–1, 7–6

## Mešane dvojice
Betty Stöve /  Frew McMillan :  Billie Jean King /  Vitas Gerulaitis, 6–2, 3–6, 6–3